# Gerhard Guder
Gerhard Guder (* 6. Juni 1924 in Spremberg; † 30. Dezember 2013 in Dresden) war ein deutscher Architekt, Stadtplaner und Hochschullehrer.

## Leben

### Ausbildung
Guder studierte nach seinem Schulbesuch ab 1938 an der Höheren Technischen Staatslehranstalt Dresden und absolvierte 1939/1940 parallel eine Maurerlehre. Von 1942 bis 1944 war er als Bauleiter und Bautechniker im Hydrierwerk Brüx (heute Most) beschäftigt. 1944 kehrte er nach Dresden zurück und erwarb an den Staatsbauschulen in Dresden und Frankfurt am Main seinen Abschluss als Ingenieur für Hochbau. Von 1946 bis 1950 wirkte er als freiberuflicher Architekt in Dresden.

### Wirken als Architekt

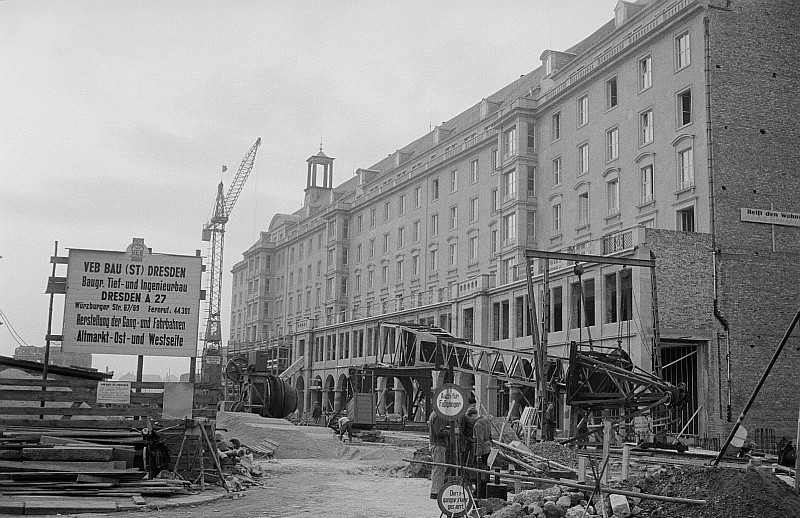
Wiederaufbau der Westseite des Altmarkts (1954)

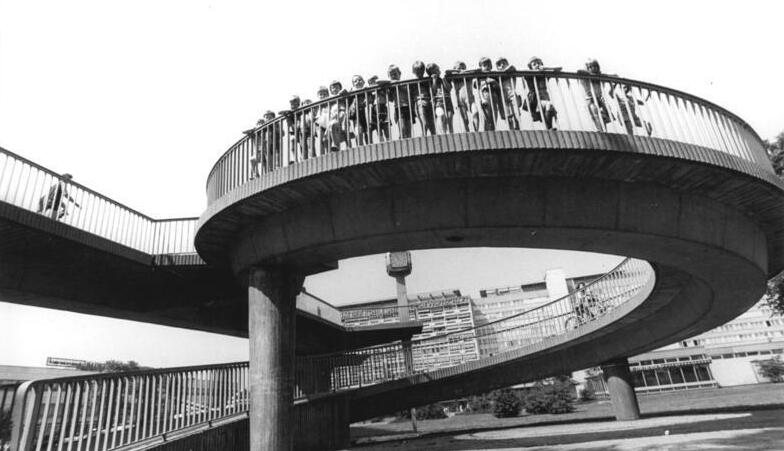
Fußgängerbrücke in Cottbus (1974)

Zu Guders ersten größeren Aufgaben gehörte nach seiner Übernahme in den VEB Bauplanung Sachsen 1950 die Beteiligung am Wiederaufbau des Dresdner Altmarkts, wo er als Projektant und stellvertretender Chefarchitekt tätig war. Dabei war er vor allem für die Innenausstattung der in den Neubauten der Westseite untergebrachten Läden verantwortlich. Außerdem wirkte er 1956/1957 beim Wiederaufbau der kriegszerstörten Gaststätte Italienisches Dörfchen und beim Bau der ersten Selbstbedienungsgaststätte der DDR „HO-Gastronom“ am Postplatz mit. Weitere Bauaufgaben waren das Kulturhaus in Neustadt in Sachsen, der Umbau des Kulturhauses „Tannensäle“ in Pirna sowie verschiedene kleinere Bauvorhaben in und um Dresden. 
1959 wechselte Guder als Chefarchitekt zum VEB Cottbusprojekt und Wohnungsbaukombinat Cottbus und übernahm die Gesamtleitung der Planungen für den Wiederaufbau des Cottbuser Stadtzentrums. Überregionale Beachtung fanden dort eine von ihm entworfene Fußgängerbrücke mit öffentlicher Uhr und ein quadratisches Würfelhaus, mit dem er versuchte, die Eintönigkeit der Plattenbauweise zu durchbrechen. Für seine Leistungen wurde er 1973 mit dem Nationalpreis für Kunst und Literatur ausgezeichnet. Neben seiner beruflichen Tätigkeit war er ab 1964 Mitglied des Präsidiums und des Bundesvorstands des Bundes der Architekten der DDR und von 1966 bis 1978 auch Stadtverordneter in Cottbus.
Ab 1973 war Guder als künstlerischer Konsultant in der Aufbauleitung Sondervorhaben Berlin beim Innenausbau des Palasts der Republik beteiligt. 1976 übernahm er Aufgaben zur städtebaulichen Einordnung der Ergänzungsbauten der Berliner Charité, seinerzeit modernster Klinik-Neubau Europas.

### Tätigkeit als Hochschullehrer
1978 ging Gerhard Guder in seine Heimatstadt Dresden zurück und war als wissenschaftlicher Mitarbeiter für Wohn- und Gesellschaftsbauten an der Sektion Architektur der Technischen Universität Dresden beschäftigt. 1980 wurde er als Nachfolger von Leopold Wiel zum außerordentlichen Professor für Wohnungsbau berufen. Letztes öffentliches Projekt Guders war die Übernahme der Aufbauleitung im Neubauviertel Prager Straße Nord in Dresden.

### Wirken nach 1989
Nach seiner Emeritierung 1989 arbeitete er ab 1991 bis zu seinem Tod als freischaffender Architekt, hauptsächlich im Bau privater Einfamilienhäuser. Von 1991 bis 2008 war er zudem Vorsitzender der Landesgruppe im VDA Sachsen. Für seine Verdienste wurde er aus Anlass seines 85. Geburtstags mit einer Ausstellung seines Lebenswerks geehrt.

## Darstellung Guders in der bildenden Kunst
- Rudolf Graf: Architekt NPT Gerhard Guder (1977, Öl)[1]

## Bauten und Entwürfe (Auswahl)
- Wiederaufbau des Königlichen Marstalls (Reithalle am Zwingerteich) in Dresden (1952)
- Wiederaufbau der Westseite des Altmarkts in Dresden (1953–1956)
- Kreiskulturhaus in Neustadt in Sachsen (1954/1955)
- Wiederaufbau des Italienischen Dörfchens in Dresden (1956/1957)
- Umbau (Innenausstattung) der Villa Stockhausen in Dresden zum „Klub der Intelligenz“ (1956/1957)
- Umbau des Wohnhauses und Neubau zweier Forschungsgebäudes des Ardenne-Instituts in Dresden (1958)
- Gesamtplanung für das Cottbuser Stadtzentrum, u. a. Stadtpromenade Cottbus mit Fußgängerbrücke und Brunnen, Wohnhochhaus Leipziger Straße, Würfelhäuser Rudolf-Rothkegel-Straße (ab 1966)
- Betriebsferienheim des Wohnungsbaukombinates Cottbus in Geising (1972/1974)
- Gesamtvorhaben Prager Straße Nord in Dresden (1989–1991)